# Moi, moche et méchant 3
Série Moi, moche et méchant
Moi, moche et méchant 2
(2013) Moi, moche et méchant 4
(2024)
Pour plus de détails, voir Fiche technique et Distribution.
Moi, moche et méchant 3 (Despicable Me 3), ou Détestable moi 3 au Québec, est un film d'animation américain réalisé par Kyle Balda, Pierre Coffin et Éric Guillon et sorti en 2017. C'est la suite de Moi, moche et méchant (2010) et de Moi, moche et méchant 2 (2013).
Le film fait partie des 50 plus grand succès au box-office mondial avec 1 034 800 131 dollars de recettes pour un budget de 80 millions de dollars.
Une suite Moi, moche et méchant 4 est sortie en juillet 2024 au cinéma.

## Synopsis
Après les événements du deuxième film, Gru est devenu un agent de l'Agence Vigilance de Lynx (AVL) au côté de sa femme Lucy. Entre-temps, le professeur Néfario est revenu chez Gru, mais il s’est retrouvé congelé dans la carbonite.
Dans les années 1980, Balthazar Bratt était une jeune vedette dans une série à grand succès Evil Bratt où il jouait un enfant vilain. En 1990, après qu'il a été victime d'une poussée de puberté, la série s'arrêta brutalement au bout de la troisième saison et Bratt fut expulsé d’Hollywood. Jurant de se venger, Bratt devient dans les années 2010 un criminel extrêmement dangereux qui reprend les mêmes actions qu’il faisait dans sa série. Alors qu'il est parvenu à s'emparer du plus gros diamant du monde, Gru et Lucy parviennent à lui reprendre la pierre précieuse, mais Bratt s'enfuit en ridiculisant Gru.
Durant une assemblée générale des agents de l’AVL, Silas Delamollefesse annonce prendre sa retraite et confie son poste à Valerie Da Vinci, mais cette dernière décide de renvoyer Gru car il a échoué dans la capture de Bratt. Lucy se fait également renvoyée pour avoir pris la défense de Gru.
Désormais au chômage, Gru annonce à contrecœur leur licenciement aux filles. Ayant appris cela, les Minions s’imaginent qu’ils vont redevenir méchants, mais Gru leur dit qu’il ne va pas redevenir méchant. Mel convainc alors les autres Minions de démissionner (sauf Dave et Jerry qui étaient absents).
Tandis qu'il est de plus en plus déprimé et qu'il apprend que Bratt a réussi à voler de nouveau le diamant, Gru fait la rencontre d’un majordome nommé Fritz qui lui annonce la mort récente de son père (sa mère lui ayant pourtant dit qu'il était décédé à sa naissance) ainsi que l’existence de son frère jumeau, prénommé Dru. Gru refusé d’y croire jusqu’à ce que Fritz lui montre une photo de lui et Dru bébés avec leur mère. Gru décide d’aller voir sa mère pour lui demander des explications et cette dernière confirme l’existence de son frère jumeau. Elle lui explique qu'après leurs naissances, elle a divorcé du père de Gru et que chacun a gardé un enfant.
Pendant ce temps, les Minions sont jetés en prison à la suite d'une intrusion dans un concours de chant. Accompagné de Lucy, Margo, Edith et Agnès, Gru part à la rencontre de son frère en Freedonnie, qui se présente comme le plus grand éleveur de cochons de la région. Une fois face à face, Gru se sent mal à l'aise en voyant son frère. Dru charme rapidement la famille et il décide de les envoyer se balader afin de se retrouver seul à seul Avec Gru. Dru montre la véritable entreprise criminelle à Gru et se révèle être un méchant médiocre, dévalorisé par son père, contrairement à Gru dont ce dernier était fier. Dru rêve de mener des activités criminelles en compagnie de Gru. Même s'il est attiré par les gadgets et le repaire, Gru refuse de revenir à ses anciennes activités, mais il accepte lorsque Dru lui propose de faire un tour dans la voiture fusée de leur père.
Après qu’un tavernier a prétendu devant elles l’existence d’une licorne, Édith et Agnès partent chasser les licornes, mais Agnès prend une petite chèvre avec une seule corne pour une licorne. Lucy apprend son rôle de mère auprès de Margot qui est poursuivie par Nico, un jeune Freedonnien qui est tombé amoureux d'elle. Pendant ce temps, Mel se souvient de tout ce que Gru a fait de bien pour lui et convainc les Minions de s'évader et de retrouver leur maître.
Dru convainc une nouvelle fois Gru de voler. Ce dernier accepte et propose de reprendre le diamant volé par Balthazar Bratt. Les deux frères établissent un plan pour infiltrer le QG de Balthazar et récupérer le diamant. Ils y parviennent avec l'aide de Lucy, et Gru révèle qu’il veut rendre le diamant à l’AVL pour qu'ils puissent retrouver leur métier. Cette révélation déçoit énormément Dru ; les deux frères se disputent et Gru décide de partir. Alors qu’ils font leurs sacs, Lucy est capturée, ligotée et bâillonnée par Bratt qui se fait passer pour elle auprès de Gru afin de s'emparer du diamant et de kidnapper les filles.
Bratt se rend à Hollywood à bord d'un robot géant qu'il a construit, afin d'envoyer la ville dans l'espace, à l'aide d'un rayon laser branché sur son robot dont l'énergie est alimentée par le diamant, et de ses chewing-gums gonflables (comme dans l’un des épisodes de sa série).
Gru retrouve Lucy et il apprend l’enlèvement des filles par Bratt. Gru demande l’aide de Dru pour aller les sauver, et les deux frères en profitent pour s’excuser. Lucy se rend au secours des filles, que Bratt avait déposées au sommet d'un immeuble, tandis que Gru et Dru, croisant en chemin les Minions, partent affronter Bratt.
Dru réussit à détruire le robot alors que Bratt s’apprêtait à tuer Gru. Ce dernier parvient à vaincre Bratt, ce qui lui permet de redevenir un agent de l'AVL avec Lucy.
Ils rentrent tous chez eux, en emmenant Dru. Gru fait promettre à son frère de ne plus rien faire de malhonnête, mais celui-ci décide d'aller commettre des crimes dans la nuit avec les Minions pour « continuer la tradition familiale ». Lucy propose de le rattraper, mais Gru décide de « lui laisser cinq minutes d'avance ».

## Fiche technique
Sauf indication contraire, les informations mentionnées dans cette section peuvent être confirmées par la base de données cinématographiques IMDb,  présente dans la section « Liens externes ».
- Titre original : Despicable Me 3
- Titre français : Moi, moche et méchant 3
- Titre québécois : Détestable moi 3[1]
- Réalisation : Kyle Balda, Pierre Coffin et Éric Guillon
- Scénario : Ken Daurio et Cinco Paul
- Musique : Heitor Pereira[2]
- Direction artistique : Oliver Adam
- Montage : Claire Dodgson
- Production : Christopher Meledandri et Janet Healy
  - Production associée : Brett Hoffman et Robert Taylor
  - Production déléguée : Chris Renaud
- Société de production : Illumination Entertainment
- Société de distribution : Universal Pictures
- Budget : 80 000 000 $[3]
- Pays de production :  États-Unis
- Langue originale : anglais
- Format : couleur - 35 mm - 2,35:1 - son Dolby Digital / DTS / SDDS / Dolby Atmos / Auro 11.1 (en)
- Genre : animation
- Durée : 90 minutes
- Dates de sortie :
  - France : 14 juin 2017 (première mondiale au festival international du film d'animation d'Annecy)[4], 5 juillet 2017 (sortie nationale)[5]
  - États-Unis : 30 juin 2017[6]

## Distribution

### Voix originales
- Steve Carell : Gru / Dru
- Kristen Wiig : Lucy Wilde
- Trey Parker : Balthazar Bratt
- Pierre Coffin : les Minions / le directeur du musée
- Miranda Cosgrove : Margo
- Dana Gaier (en) : Édith
- Nev Scharrel : Agnès
- Steve Coogan : Silas Dellamollefesse / Fritz
- Julie Andrews : Marlena Gru
- Jenny Slate : Valérie Da Vinci
- Andy Nyman : Clive
- Adrian Ciscato : Niko
- Katia Saponenko : la mère de Niko

### Voix françaises
- Gad Elmaleh : Gru
- Arié Elmaleh : Dru
- Audrey Lamy : Lucy Wilde
- David Marsais : Balthazar Bratt
- Pierre Coffin : les Minions
- Sarah Brannens : Margo
- Lévanah Solomon : Édith
- Shyrelle Mai Yvart : Agnès
- Daniel Kenigsberg : Silas Dellamollefesse
- Jean-Luc Atlan : Fritz
- Frédérique Cantrel : Marlena Gru
- Elsa Lepoivre : Valérie Da Vinci
- Guillaume Marquet : Clive
- Pauline Brunner : Niko
- Jean-Philippe Pertuit : le directeur du musée
- Philippe Spiteri : présentateur de télévision

 Source et légende : version française (VF) sur Allociné et RS Doublage

### Voix québécoises
- Gilbert Lachance : Gru
- François Godin : Dru
- Camille Cyr-Desmarais : Lucy Wilde
- Stéphane Rousseau : Balthazar Bratt[9]
- Pierre Coffin : les Minions
- Catherine Brunet : Margo
- Rose Langlois : Édith
- Élia St-Pierre : Agnès
- Benoît Gouin : Silas de la Mollefesse
- Thiéry Dubé : Fritz
- Louis-Georges Girard : le directeur du musée[réf. nécessaire]
- Frédéric Larose : Niko

 Source et légende : version québécoise (VQ) sur Doublage.qc.ca

## Bande originale
Une bande originale intitulée Despicable Me 3: Original Motion Picture Soundtrack est sortie le 23 juin 2017. Elle contient notamment des chansons de Pharell Williams et d'Heitor Pereira (qui avaient déjà travaillé sur l'opus précédent), de Michael Jackson (Bad) ou encore de Madonna (Into The Groove).

## Production

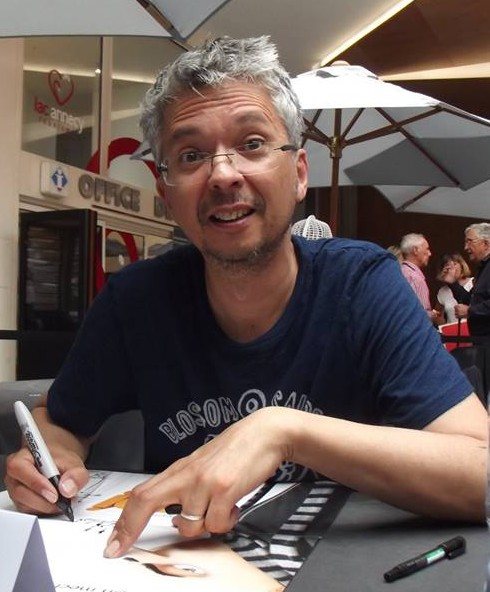
Pierre Coffin

En janvier 2014, Universal Pictures annonce un troisième film de la série de films Moi, moche et méchant avec une date de sortie fixée pour le 30 juin 2017. Trois mois plus tard, Ken Daurio et Cinco Paul, les scénaristes des deux premiers films, révèlent que l'écriture du scénario a débuté. Le 13 avril 2016, lors de l'Universal CinemaCon, Illumination Entertainment annonce que Steve Carell prêtera toujours sa voix, dans la version originale, au personnage de Gru mais également à celui de Dru, le frère jumeau de Gru que celui-ci avait perdu de vue. Ce frère jumeau est décrit comme l'opposé de Gru avec des cheveux et, d'après un concept art, porte une tenue blanche. Le méchant du film, nommé Balthazar Bratt, est également dévoilé. Interprété par Trey Parker, ce nouveau méchant est présenté comme un ancien enfant vedette, bloqué physiquement dans les années 1980, qui cherche à dominer le monde pour que plus personne ne se moque de lui.

## Accueil

### Accueil critique
Sur l'agrégateur américain Rotten Tomatoes, le film récolte 59 % d'opinions favorables pour 190 critiques. Sur Metacritic, il obtient une note moyenne de 50⁄100 pour 37 critiques.
En France, le site Allociné propose une note moyenne de 2,8⁄5 à partir de l'interprétation de critiques provenant de 27 titres de presse.

### Box-office
| Pays ou région    | Box-office        | Date d'arrêt du box-office | Nombre de semaines |
| ----------------- | ----------------- | -------------------------- | ------------------ |
| États-Unis Canada | 264 624 300 $     | 21 décembre 2017           | 25                 |
| France            | 5 637 548 entrées | 14 novembre 2017           | 19                 |
| Mondial           | 1 033 508 147 $   | 21 décembre 2017           | 25                 |

### Nominations
- Annie Awards 2018[18] :
  - Meilleur film d'animation pour Christopher Meledandri et Janet Healy
  - Meilleurs effets d'animation dans une production animée pour Bruno Chauffard, Frank Baradat, Nicolas Brack et Milo Riccarand
  - Meilleur character design dans une production animée pour Éric Guillon
- American Cinema Editors 2018 : meilleur montage dans un film d'animation pour Claire Dodgson[19]
- Art Directors Guild 2018 : meilleure direction artistique dans un film d'animation pour Olivier Adam[20]
- Critics' Choice Movie Awards 2018 : meilleur film d'animation[21]
- Golden Trailer Awards 2017[22]
- Motion Picture Sound Editors 2018 : meilleur montage son dans un film d'animation[23]
- Producers Guild of America Awards 2018 : meilleure production d'un film d'animation pour Christopher Meledandri et Janet Healy[24]
- St. Louis Film Critics Association 2017 : meilleur film d'animation[25]

## Suite
En septembre 2017, Chris Meledandri, directeur d'Illumination, annonce qu'un quatrième film est en développement. Le 28 janvier 2024, la première bande-annonce de Moi, moche et méchant 4 annonce une sortie en juillet 2024.